# گنجی موتوگاتاری: سن‌نن نو نازو
گنجی موتوگاتاری: سن‌نن نو نازو (به ژاپنی: 源氏物語 千年の謎, Genji Monogatari: Sennen no Nazo)، به معنای داستان گنجی: راز هزار ساله یک فیلم ژاپنی محصول ۲۰۱۱ است که بر اساس داستان حماسی ژاپنی اوایل قرن یازدهم داستان گنجی است.